# Guankou, Fujian
Guankou  är en köping i sydöstra Kina. Den ligger i stadsdistriktet Jimei i staden Xiamen i provinsen Fujian, omkring 210 kilometer sydväst om provinshuvudstaden Fuzhou. Antalet invånare är 102 629. Befolkningen består av 45 877 kvinnor och 56 752 män. Barn under 15 år utgör 15,0 %, vuxna 15-64 år 81 %, och äldre över 65 år 3,0 %.